# Zeuxo
Zeuxo (řecky Ζευξώ) je v řecké mytologii jednou ze starších ókeanoven nebo nymf a postavou spojenou s Chrýsippem. Primárním zdrojem o ní je Hésiodova Theogonie.

## Etymologie
Jméno může pocházet z řeckého slova ζεῦξις (zeuxis), které může označovat buď „spojení dobytka jhem“, „zapřažení“ nebo „spojení dvou bodů oddělených vodou“. Toto slovo má samo o sobě původ v kořenu ζεύγνυμι (zeugnymi) a příponě -σις (-sis). Slovo ζεύγνυμι je činný rod pro „zapřáhnutí“, „osedlání“, „zapojení“ (dobytka) nebo „spojení (sňatkem)“, „překlenutí“. Proto-indo-evropský kořen je *yewg- označující to samé („zapřažení“), pouze má širší význam („spojit“, „propojit“, „svázat“). Je teoreticky možné, že původní forma jména mohla být Zeuxis. Jména ókeanoven, nymf nebo menších bohyní jsou často zakončená koncovkou -σις, např. Dafnis, Chloris nebo Doris. Kromě Zeuxo nese koncovku -ξώ už jen Polyxo, zmiňovaná Apollodórem a Hyginem.

## Kylix

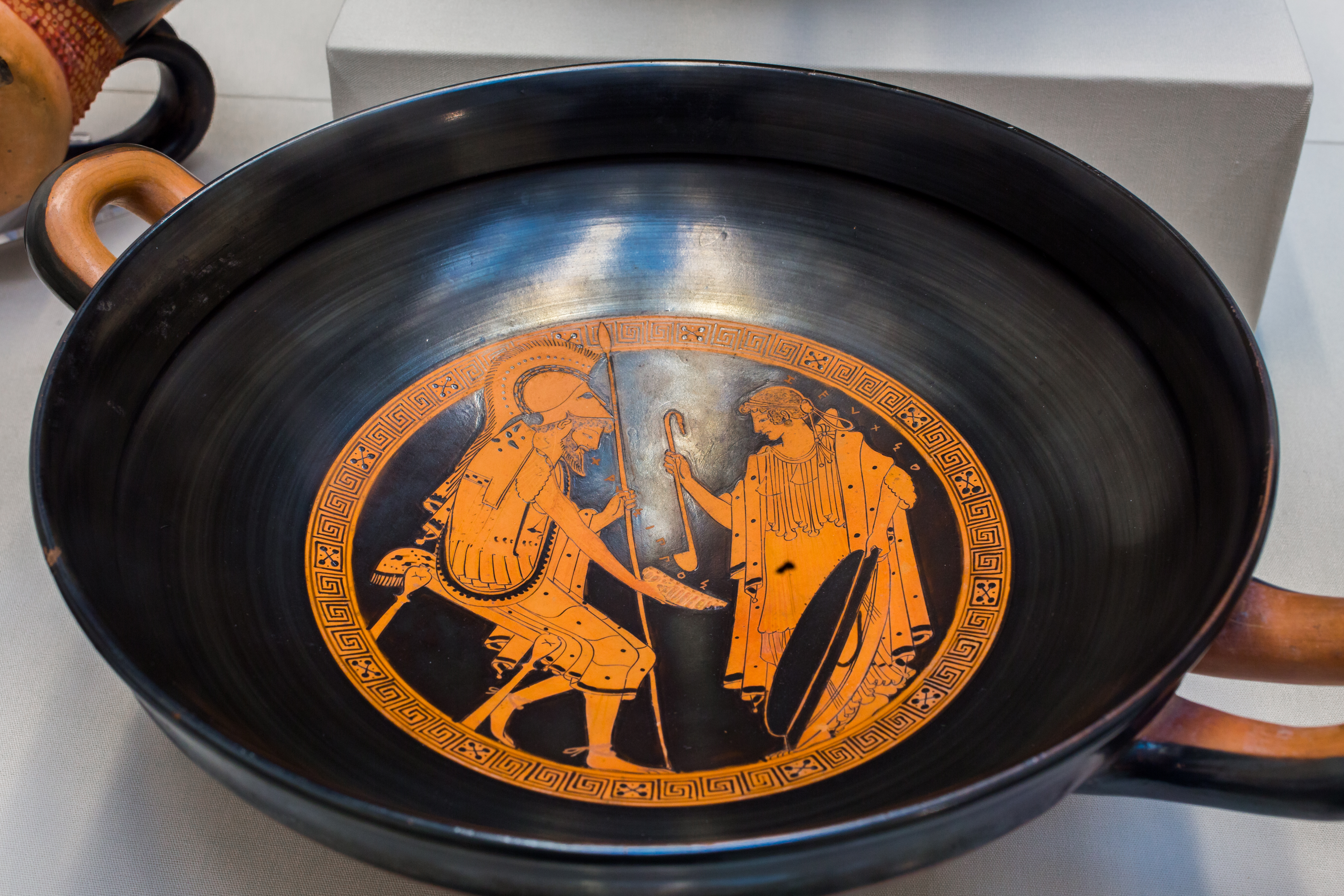
Chrýsippos a Zeuxo

Jediným zachycením postavy Zeuxo mimo Theogonii je kylix od raně klasického malíře známého jako „Brygův malíř“ pocházející z počátku 5. století př. n. l. a nalezený v italské Capui. Jedná se o keramiku v červenofigurovém stylu, která postupně nahrazovala dřívější černofigurový styl.
Kylix byla mělká starověká číše sloužící k pití vína používaná např. při symposiích. Častým motivem byl okruh postav spojený s bohem Dyonýsem. 
Na malbě umístěné na dně kylixu je vyobrazen odpočívající Chrýsippos, nemanželský syn Pelopa a Axioché, později zavražděný nevlastními bratry Átreem a Thyestem nebo jejich matkou Hippodameiou.

### Interpretace malby
Zeuxo stojí naproti Chrýsippovi a v postoji, který působí jako projev respektu, péče či náklonnosti, mu nalévá nápoj do misky (φιάλη), přičemž současně přidržuje bojovníkův odložený štít. Tato gesta mohou být chápána jako poskytnutí opory jeho údělu nebo forma odzbrojení. Ókeanovna je vyobrazena jako mladá žena, což se odráží v jemných rysech tváře, štíhlé postavě v důstojně uvolněném postoji. Oděv Zeuxo je jedním z nejzajímavějších ikonografických prvků. Je zpracován s výrazným kontrastem: přes ramena a po bocích splývá silnější, neprostupnější látka (pravděpodobně himation), zatímco přední část oděvu je znázorněna jako průsvitnější a přiléhavější (snad ampechonion či dórský peplos). Tento kontrast vytváří vizuální napětí mezi zakrytím a odhalením, které může mít silný symbolický význam. Může jít o znázornění ženské postavy v roli zprostředkovatelky – mezi domácím klidem a válečným světem, mezi soukromím a veřejnou sférou. Tento motiv by mohl souviset i s významem jejího jména, které odkazuje ke spojování, řeckému ζεύγνυμι (zeugnymi). Zároveň však nelze vyloučit, že malíř tímto kontrastem naznačuje i vnitřní rozpornost samotné Zeuxo – její roli, city nebo nejistotu v přítomnosti hrdiny, např. rozpor mezi osobní náklonností k Chrýsippovi (smrtelníkovi) a její identitou ókeanovny, tedy bytosti spoutanou božstvím.
Kompozice scény tyto interpretaci dále podporuje: střed výjevu, kde Zeuxo nalévá nápoj, je směrem k divákovi otevřený, zatímco vnější okraje malby působí uzavřeně. Obě postavy jsou směrem ven chráněny – Zeuxo oním silným přehozem přes záda a ramena, Chrýsippos hoplitskou výzbrojí, přilbou posunutou k temeni a kopím (δόρυ, dory) s hrotem mířícím mimo scénu. Výjev tak může odrážet nejen moment intimního kontaktu, ale také jeho hranice vůči okolnímu světu – fyzickému i symbolickému.
Za hlavou Zeuxo je zřetelně vyobrazen cestovní klobouk (nejspíš petasos), zavěšený na šňůrce přes záda. Tento prvek bývá tradičně spojován s postavami v pohybu, často s nymfami či venkovskými dívkami, a může naznačovat dočasnost Zeuxiny přítomnosti nebo její „cizost“ v kontextu scény. Klobouk zároveň posiluje kontrast mezi její lehkostí a Chrýsippovou vojenskou tíhou.

## Mytologie
Jediným primárním pramenem je Theogonie od Hésioda, nikdo jiný se o Zeuxo nezmiňuje. Hésiodos uvádí její jméno v seznamu starších ókeanoven. Téthys, dcera titánů Ourana a Gaie, porodila svému bratrovi Ókeanovi nejprve vířící Potamoi (řeky) a druhé přišly na řadu nymfy spojené s mořem a pojmenované po otci ókeanovny. 
| Originál                                          | Překlad                                                    |
| ------------------------------------------------- | ---------------------------------------------------------- |
| Τηθὺς δ᾽ Ὠκεανῷ Ποταμοὺς τέκε δινήεντας,          | Téthys zplodila s Ókeanem vířivé Potamoi,                  |
| Νεῖλόν τ᾽ Ἀλφειόν τε καὶ Ἠριδανὸν βαθυδίνην       | Pojal Níl, Alfeios a hlubotočivý Eridanus,                 |
| Στρυμόνα Μαίανδρόν τε καὶ Ἴστρον καλλιρέεθρον     | Strymon, Maiandros a krásně tekoucí Ister,                 |
| Φᾶσίν τε ῾Ρῆσόν τ᾽ Ἀχελώιόν τ᾽ ἀργυροδίνην        | Fasis, Rheus a Achelóos, stříbřitý vír,                    |
| Νέσσον τε ῾Ροδίον θ᾽ Ἁλιάκμονά θ᾽ Ἑπτάπορον τε    | Nessos, Rhodios, sedmibranný Aliákmon,                     |
| Γρήνικόν τε καὶ Αἴσηπον θεῖόν τε Σιμοῦντα         | Gráníkos a Aisepos a božský Simoeis,                       |
| Πηνειόν τε καὶ Ἕρμον ἐυρρείτην τε Κάικον          | Pinios a Hermos, široce pramenící Kaikos,                  |
| Σαγγάριόν τε μέγαν Λάδωνά τε Παρθένιόν τε         | Saggarios a velký Ladon, Parthenios,                       |
| Εὔηνόν τε καὶ Ἄρδησκον θεῖόν τε Σκάμανδρον.       | Euénos a Ardeskos, božský Skamandros.                      |
| Τίκτε δὲ θυγατέρων ἱερὸν γένος, αἳ κατὰ γαῖαν     | A porodila posvátné potomstvo dcer,                        |
| ἄνδρας κουρίζουσι σὺν Ἀπόλλωνι ἄνακτι             | Ty si po celé zemi tříbí muže spolu s Apollónem            |
| καὶ Ποταμοῖς, ταύτην δὲ Διὸς πάρα μοῖραν ἔχουσι,  | a také s Potamoi, ten úděl pak nesou od Dia:               |
| Πειθώ τ᾽ Ἀδμήτη τε Ἰάνθη τ᾽ Ἠλέκτρη τε            | Peithó, Admeté, Iánthé, Élektra,                           |
| Δωρίς τε Πρυμνώ τε καὶ Οὐρανίη θεοειδὴς           | Dóris, Prymnó a božská Ourania,                            |
| Ἱππώ τε Κλυμένη τε ῾Ρόδειά τε Καλλιρόη τε         | Hippo, Klymené, Rhodea a Kallirhóe,                        |
| Ζευξώ τε Κλυτίη τε Ἰδυῖά τε Πασιθόη τε            | Zeuxo, Klytia, Idyá a Pasithóe,                            |
| Πληξαύρη τε Γαλαξαύρη τ᾽ ἐρατή τε Δ Diona         | Plexauré, Galaxauré, rozkošná Dióna,                       |
| Μηλόβοσίς τε Φόη τε καὶ εὐειδὴς Πολυδώρη          | Melóbosís, Foé a krásná Polydóre,                          |
| Κερκηίς τε φυὴν ἐρατὴ Πλουτώ τε βοῶπις            | Krekeís s líbezným zjevem, Ploutó s velkýma černýma očima, |
| Περσηίς τ᾽ Ἰάνειρά τ᾽ Ἀκάστη τε Ξάνθη τε          | Perseis, Ianeirá, Akásta a Xanthé,                         |
| Πετραίη τ᾽ ἐρόεσσα Μενεσθώ τ᾽ Εὐρώπη τε           | líbezná Petraia a Menasthó a Europa,                       |
| Μῆτίς τ᾽ Εὐρυνόμη τε Τελεστώ τε κροκόπεπλος       | Metis a Eurynomé a šafránovým rouchem oděná Telestó,       |
| Χρυσηίς τ᾽ Ἀσίη τε καὶ ἱμερόεσσα Καλυψὼ           | Chryseis, Ásie a žádoucí Kalypsó,                          |
| Εὐδώρη τε Τύχη τε καὶ Ἀμφιρὼ Ὠκυρόη τε            | Eudora, Týche, Amfiro, Okyróe                              |
| καὶ Στύξ, ἣ δή σφεων προφερεστάτη ἐστὶν ἁπασέων.  | a Styx, která je z nich všech ta nejpřednější.             |
| Αὗται δ᾽ Ὠκεανοῦ καὶ Τηθύος ἐξεγένοντο            | Tyto vzešly z Ókeana a Téthys,                             |
| πρεσβύταται κοῦραι· πολλαί γε μέν εἰσι καὶ ἄλλαι. | nejstarší dcery, je i však mnoho dalších.                  |
| Τρὶς γὰρ χίλιαί εἰσι τανύσφυροι Ὠκεανῖναι,        | Neb na tři tisíce je ókeanoven vznešených kotníků          |
| αἵ ῥα πολυσπερέες γαῖαν καὶ βένθεα λίμνης         | roztroušených široko po zemi i v hlubinách vod,            |
| πάντη ὁμῶς ἐφέπουσι, θεάων ἀγλαὰ τέκνα.           | Všude stejně putují, zářivé dcerky bohyní.                 |
| Τόσσοι δ᾽ αὖθ᾽ ἕτεροι ποταμοὶ καναχηδὰ ῥέοντες,   | A opět je tu mnohých jiných řek, které dunivě stékají,     |
| υἱέες Ὠκεανοῦ, τοὺς γείνατο πότνια Τηθύς·         | synové Ókeána, které zrodila paní Téthys.                  |
| τῶν ὄνομ᾽ ἀργαλέον πάντων βροτὸν ἀνέρ᾽ ἐνισπεῖν,  | Jména těchto řek jsou pro smrtelníky těžko vyslovitelná,   |
| ὅς τ᾽ ἀντὶ τῶν ἐν τῆς γῆς πατρίδων                | Každý je zná, kdo se nachází v jejich blízkosti.           |